# Павлов, Владимир Яковлевич
Влади́мир Я́ковлевич Па́влов (26 октября 1923, Мосальск — 21 октября 1998, Москва) — советский государственный и партийный деятель, дипломат.

## Биография
Член ВКП(б) с 1948 года, русский. Окончил Московский институт инженеров железнодорожного транспорта (1950).
- В 1941—1944 годах — техник связи на строительстве железной дороги в Москве, техник, мастер строительно-монтажного поезда в Саратове и Саратовской области.
- В 1944—1950 годах — студент Московского института инженеров железнодорожного транспорта.
- В 1949—1952  годах — 1-й секретарь Дзержинского райкома ВЛКСМ г. Москвы.
- В 1952—1956 годах — секретарь, 2-й секретарь Московского горкома ВЛКСМ.
- В 1956—1959 годах — заместитель заведующего, в 1959 — 1962 — заведующий отделом Московского горкома КПСС.
- В 1962—1965 годах — секретарь Московского горкома КПСС.
- В 1965—1971 годах — 2-й секретарь Московского горкома КПСС.
- С 18 марта 1971 по 18 января 1982 года — чрезвычайный и полномочный посол СССР в Венгрии.
- С 11 января 1982 по 27 февраля 1985 года — чрезвычайный и полномочный посол СССР в Японии.
- С 7 марта 1985 по 27 июня 1989 года — председатель Государственного комитета СССР по иностранному туризму.

Член ЦК КПСС (1966—1990), делегат XXIII (1966), XXIV (1971), XXV (1976), XXVI (1981) и XXVII (1986) съездов КПСС. Депутат Верховного Совета СССР VII созыва (1966—1970).
Скончался 21 октября 1998 года. Похоронен на Ваганьковском кладбище Москвы (участок 23).

## Дипломатический ранг
- Чрезвычайный и полномочный посол.

## Награды
- 2 ордена Октябрьской Революции (25 августа 1971; 27 декабря 1977)
- 3 ордена Трудового Красного Знамени (21 июня 1963; 21 октября 1967; 25 октября 1973)
- орден Дружбы народов (25 октября 1983)
- медали